# Leiter (Physik)
Ein Leiter, auch Konduktor, ist in der Physik ein Stoff, der verschiedene Arten von Energie oder Teilchen zwischen unterschiedlichen Orten transportieren kann. Es existieren Leiter für Strom, Wärme, Licht und Magnetismus. Ein nichtleitender Stoff wird Isolator genannt.

## Elektrischer Leiter
Ein elektrischer Leiter ist ein Medium, das eine hohe Dichte frei beweglicher Ladungsträger und daher eine gute elektrische Leitfähigkeit sowie einen möglichst geringen elektrischen Widerstand besitzt, wodurch dieses zum Transport geladener Teilchen geeignet ist; diesen Transport nennt man elektrischen Strom. Der gleichbedeutende, aber altertümliche Begriff für einen elektrischen Leiter, Konduktor, bezeichnet im engeren Sinne einen aus Metall gefertigten Ladungssammler in Form einer Dose oder Kugel an elektrostatischen Geräten.
Zu elektrisch leitenden Verbindungsdrähten für die Stromversorgung siehe Elektrische Leitung.

### Leiter 1. Klasse

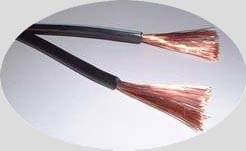
Leiter 1. Klasse, Kupferkabel

- Hinweis: Leiter 1. Klasse und 2. Klasse sind von den elektrotechnisch genormten Leiterklassen 1 bis 6 zu unterscheiden!

Leiter 1. Klasse erfahren durch die elektrische Leitung keine stoffliche Veränderung.
Metalle, Graphit und einige weitere chemische Verbindungen wie Niob(II)-oxid sind sog. Leiter 1. Klasse. Die Leitfähigkeit von Metallen (z. B. gemessen als spezifischer Widerstand) beruht nicht auf der Anzahl der Elektronen auf ihrer Außenschale (Valenzelektronen), sondern ist in erster Linie durch die Gitterstruktur vorgegeben. Metalle bilden eine Kristallgitterstruktur, in der die Elektronen nur schwach gebunden sind und als Elektronengas angesehen werden können; das heißt, die Elektronen sind mehr oder weniger frei beweglich.
Der beste elektrische Leiter ist Silber, Kupfer steht ihm kaum nach, ist aber leichter und wesentlich preiswerter. Noch mehr gilt dies für Aluminium, was die beste massenspezifische Leitfähigkeit hat. Daher kommen in der Technik im Wesentlichen Kupfer (Leitungen, Leiterbahnen, Spulen) und Aluminium (Schwingspulen von Lautsprechern) als elektrische Leiter zum Einsatz.
Die Leitfähigkeit hängt auch von der Materialtemperatur ab. Bei Metallen steigt der spezifische Widerstand mit Temperaturerhöhung geringfügig (siehe Elektrische Leitfähigkeit#Temperaturabhängigkeit); bei Kohle und Halbleitern kann der Widerstand mit Temperaturzunahme auch sinken.
Bei einigen (zum Teil auch isolierenden) Materialien kann bei sehr niedrigen Temperaturen der spezifische Widerstand auf Null springen. Diesen Zustand nennt man Supraleitung.

#### Quantenmechanische Betrachtung
Wenn man Metalle quantenmechanisch betrachtet (Blochwellenfunktion, Fermi-Dirac-Statistik), ergibt sich, dass die Elektronen nicht jede Energie annehmen können, sondern nur in bestimmten Energiebändern existieren können – die Form dieser Bänder hängt vom Kristallgitter des Materials ab.
Die Fermi-Energie (die Energie des energiereichsten Elektrons bei der Temperatur 0 Kelvin) ermöglicht eine Unterscheidung:
1. Wenn die Fermi-Energie in einem erlaubten Band (Leitungsband) liegt, spricht man von einem Leiter.
2. Liegt die Fermi-Energie zwischen den erlaubten Bändern, ist es ein

- Isolator, wenn der energetische Abstand zwischen dem Valenzband und dem Leitungsband groß gegenüber der thermischen Energie ist;
- sonst ist es ein Halbleiter.

Halbleiter sind eine Sonderform: Im reinen Zustand können ihre Kristallgitter stabile Elektronenbindungen aufbauen. Die Elektronen können bei höherer Temperatur in ein Leitungsband aufsteigen; daher leiten Halbleiter im Vergleich zu Metallen bei höheren Temperaturen besser.
Ein interessanter Effekt bei Halbleitern ist die Löcherleitung (auch Defektelektronenleitung): Das in das Leitungsband aufgestiegene Elektron hinterlässt ein Loch in der Bindung, das sich ähnlich einem Elektron mit positiver Ladung verhält und auch zur Leitfähigkeit beiträgt.
In Halbleiter können auch noch Fremdatome eingebracht werden – man spricht dann von Dotierung. Die Fremdatome dienen entweder dazu, zusätzliche Elektronen einzubringen – man spricht dann von n-Dotierung (z. B. Stickstoff in Siliciumkristall) – oder enthalten weniger Elektronen, um Löcher einzubringen, was p-Dotierung genannt wird (z. B. Bor in Siliciumkristall).
Modelle
- Drude-Theorie
- Sommerfeld-Theorie
- Bloch-Theorie

#### Supraleitung
Supraleitung kann bei tiefen Temperaturen auftreten. Dabei springt der Widerstand des supraleitenden Materials unterhalb einer Grenztemperatur auf Null, was quantenmechanisch erklärt werden kann. Diese Grenztemperatur ist von der Legierung abhängig: Während die ersten untersuchten Supraleiter Temperaturen in der Nähe des absoluten Nullpunktes benötigten, sind heute auch sogenannte Hochtemperatur-Supraleiter bekannt, bei denen dieser Effekt genauso bei höheren Temperaturen auftritt. Es handelt sich dabei aber noch immer um sehr niedrige Temperaturen (unter −130 °C).
Anwendungen
- für hochempfindliche Sensoren für elektromagnetische Felder
- zum Vermindern der Widerstandsverluste in elektrischen Anlagen
- verlustfreier Transport von Elektrizität

### Leiter 2. Klasse
Leiter 2. Klasse werden durch den Leitungsvorgang stofflich verändert.
Sogenannte Ionenleiter sind Leiter 2. Klasse.
Die Leitfähigkeit entsteht durch Dissoziation (Aufspaltung) der (ionischen) Kristallgitterstruktur unter Bildung von elektrisch geladenen, beweglichen Ionen im sogenannten Elektrolyt. Dies kann durch Auflösen in einem polaren Lösungsmittel (wie Wasser) oder durch Schmelzen geschehen.
Klassisches Beispiel sind Salzlösungen. Lösliche Salze werden beim Lösungsvorgang in solvatisierte (als vom Lösungsmittel umgebene) positive und negative Ionen zerlegt; diese bewirken die Leitfähigkeit. Die positiven Ionen wandern dabei in Richtung der negativen Kathode und werden daher Kationen genannt; die negativen Anionen wandern zur positiven Anode. An den Elektroden werden die jeweiligen Ionen durch Elektronenübertritt entladen. Das kann zum Beispiel zur galvanischen Abscheidung von Metall, zum Freiwerden von Chlor (aus Natriumchlorid) oder zur Elektrolyse von Wasser zu Wasserstoff und Sauerstoff verwendet werden.
Bei höheren Temperaturen (oberhalb ca. 600 °C) wird Glas (auch) als Ionenleiter elektrisch leitfähig. Dies wird z. B. in entsprechenden Schmelzöfen genutzt, indem nach konventioneller Aufheizung die Glasschmelze dann direkt durch Elektroden, die eingetaucht werden, – also durch den Stromfluss – beheizt wird.

## Wärmeleiter
Die Wärmeleitung ist einer von drei Mechanismen, in denen thermische Energie transportiert werden kann. (Die beiden anderen Möglichkeiten sind Strahlung und Konvektion (Strömung).)
In Festkörpern erfolgt der Wärmetransport durch die Ausbreitung von Gitterschwingungen. Eine gute Ausbreitungsmöglichkeit für diese anregenden Schwingungen bieten Leitungselektronen, daher sind elektrische Leiter, insbesondere Metalle, auch gute Wärmeleiter (Wiedemann-Franzsches Gesetz). Die Behandlung dieses Phänomens erfolgt in der Regel zweckmäßigerweise im Modell eines freien oder quasifreien Elektronengases (also von Elektronen, die sich in guter Näherung annähernd frei im Festkörper bewegen können, vergleichbar der Beweglichkeit eines Gases (Drude-Theorie, Sommerfeld-Theorie)). Da bei dieser Leitung die Elektronen bewegt werden, entsteht auch ein Stromfluss (Seebeck-Effekt).
In elektrischen Isolatoren wird die Wärme im Wesentlichen durch Gitterschwingungen (Phononen) übertragen. Die Wärmeleitfähigkeit hängt daher von der Schallgeschwindigkeit ab.
In Halbleitern treten beide Effekte auf.
Gute Wärmeleiter sind: Metalle.

Schlechte Wärmeleiter sind: Holz, Kunststoffe, Salze.
Entgegen allgemeiner Annahme ist Wasser ein schlechter Wärmeleiter. Wesentlichen Beitrag zum Wärmetransport liefert hier, im Gegensatz zu Festkörpern, die Konvektion.
Weitere Modelle: Einstein-Modell des Festkörpers

## Elektromagnetischer Wellenleiter

### Hochfrequenz- und Mikrowellenleiter
Ein bekannter Wellenleiter für hochfrequente elektromagnetische Wellen ist das Koaxialkabel.
Der Wellenleiter für Mikrowellen nützt aus, dass die Wellen Ströme induzieren. Sie bestehen in der Regel aus einem metallischen Rohr (rund oder auch rechteckig), dessen Durchmesser etwas größer als die halbe Wellenlänge der zu transportierenden Welle ist.

### Hohlleiter
Ein Hohlleiter ist ein Wellenleiter für elektromagnetische Wellen vorwiegend im Zentimeter-Wellenbereich (3 bis 30 GHz). Als Hohlleiter bezeichnet man runde oder rechteckige Metallrohre, in denen sich derart hohe Frequenzen im Gegensatz zu Kabeln sehr verlustarm übertragen lassen.

### Licht
Optische Leiter bzw. genauer: optische Wellenleiter gibt es in zwei Bauformen:
- eindimensional:

Ein Beispiel für solche sind als Lichtwellenleiter dienende Glasfasern. Bei konventionellen Glasfasern erfolgt die Lichtleitung mit Hilfe der Totalreflexion; bei einigen modernen Varianten wird das Licht stattdessen mit Hilfe von photonischen Kristallen geführt.
- zweidimensional:

Ein Beispiel sind hier planare Wellenleiter. Diese werden z. B. in Halbleiterlasern eingesetzt.

## Magnetischer Leiter
| Medium                                  | µr             | Einteilung               |
| --------------------------------------- | -------------- | ------------------------ |
| Supraleiter erster Art                  | 0              | ideal diamagnetisch      |
| Blei, Zinn, Kupfer                      | < 1            | diamagnetisch            |
| Vakuum                                  | 1              | (neutral per Definition) |
| Luft, Aluminium, Platin                 | > 1            | paramagnetisch           |
| Kobalt                                  | 80…200         | ferromagnetisch          |
| Eisen                                   | 300…10.000     | ferromagnetisch          |
| Ferrite                                 | 4…15.000       | ferromagnetisch          |
| Mumetall (NiFe), geglüht in Wasserstoff | 50.000…140.000 | ferromagnetisch          |

Die magnetische Leitfähigkeit, auch magnetische Permeabilität (μ) genannt, ist ein Maß für die Durchlässigkeit für magnetische Felder. Sie ist eng verwandt mit der magnetischen Suszeptibilität.
Permeabilität ist das Verhältnis der magnetischen Flussdichte B zur magnetischen Feldstärke H.
{\displaystyle \mu ={\frac {\left|{\vec {B}}\right|}{\left|{\vec {H}}\right|}}} .
Die magnetische Feldkonstante μ 0 ist eine physikalische Konstante für die magnetische Leitfähigkeit des Vakuums. Die Permeabilitätszahl μ r, früher auch als relative Permeabilität bezeichnet, ist das Verhältnis von μ zur magnetischen Feldkonstante μ 0.
{\displaystyle \mu _{\mathrm {r} }={\frac {\mu }{\mu _{0}}}}
Für das Vakuum ergibt sich folglich eine Permeabilitätszahl von 1. Die Größe der Dimension Zahl μ r hängt mit der magnetischen Suszeptibilität χ über die Formel {\displaystyle \mu _{\mathrm {r} }=1+\chi } zusammen.
Die völlige Undurchlässigkeit von Supraleitern für Magnetfelder heißt Meißner-Ochsenfeld-Effekt.